# Menudillo
Se llama menudillo a la articulación o juntura de la caña con la cuartilla y los huesos sesamoideos de los cuadrúpedos. 
Para ser perfecto debe seguir por su parte anterior la línea de la caña, cuando esta tiene el aplomo; sus partes laterales serán ligeramente redondeadas sin estar deprimidas en la superior; la posterior se continúa con el tendón y es un poco más prominente interiormente. 
Su volumen debe ser proporcionado al de la extremidad pero más bien grande que pequeño porque es débil, muy flexibles y se arruina con facilidad y pronto porque no puede soportar el peso del cuerpo, más la carga que se le eche y las reacciones por el apoyo de los pies en el terreno.